# اچ‌ام‌اس کوک (کی۴۷۱)
اچ‌ام‌اس کوک (کی۴۷۱) (به انگلیسی: HMS Cooke (K471)) یک کشتی بود که طول آن ۲۸۹٫۵ فوت (۸۸٫۲ متر) بود. این کشتی در سال ۱۹۴۳ ساخته شد.